# Сражение при Пелле
Сражение при Пелле или Сражение при Фахле (араб. يوم فحل) — одно из сражений межу войсками Рашидунского халифата и византийской армией во время арабского завоевания Византийской Сирии, произошедшее в январе 635 года в долине реки Иордан.

Военные действия в Сирии и Палестине в 635—636 гг.

С 634 года Палестина подверглась арабским завоеваниям. В июле 634 года византийская армия императора Ираклия I была разбита при Аджнадайне.
По версии арабского историка 9 века Аль-Вакиди, после решительной победы мусульман над византийскими войсками в центральной Палестине в битве при Аджнадайне, уцелевшие ромеи в беспорядке отступили на восточный берег реки Иордан и заняли базу в Пелле (Фахль для арабов), городе в хорошо орошаемой Иорданской долине с цитаделью на вершине холма. 
Византийцы прорвали берега реки и/или разрушили ирригационные канавы вокруг Скифополиса (совр. Бейт-Шеан), города, расположенного к западу от реки Иордан, в 12 километрах от Пеллы, чтобы вода затопила территорию и остановила преследовавшую конницу противника. Несмотря на то что арабским всадникам помешала заболоченная почва, они победили византийцев, которые, как считается, понесли огромные потери.
В результате огромных потерь в сражениях при Аджнадайне и Пелле империя лишилась основных сил, защищавших южную Сирию. Пелла была впоследствии захвачена, в то время как Бейсан и близлежащая Тверия после коротких осад капитулировали перед отрядами мусульманских войск. После своей победы Абу Убайда с Халидом и основными силами двинулся в направлении Эмесы (совр. Хомс). 